# Богданівка (Мелітопольський район)
Богдані́вка — село в Україні, у Приазовській селищній громаді Мелітопольського району Запорізької області. Населення становить 958 осіб. До 2020 року орган місцевого самоврядування — Богданівська сільська рада.

## Географія
Село Богданівка розташоване за 180 км від обласного центру, 49 км від районного центру та 22 км на схід від адміністративного центру селищної громади,  на лівому березі річки Корсак. Вище за течією на відстані 0,5 км розташоване село Степанівка Друга, нижче за течією — село Строганівка (за 6 км). Поруч пролягає автошлях міжнародного значення М14E58.

## Населення

### Мова
Розподіл населення за рідною мовою за даними перепису 2001 року:
| Мова            | Кількість | Відсоток |
| --------------- | --------- | -------- |
| болгарська      | 693       | 72.34%   |
| російська       | 159       | 16.60%   |
| українська      | 53        | 5.53%    |
| грецька         | 12        | 1.25%    |
| караїмська      | 3         | 0.31%    |
| білоруська      | 1         | 0.10%    |
| інші/не вказали | 37        | 3.87%    |
| Усього          | 958       | 100%     |

## Історія
Село Богданівка засновано у 1861 році болгарами з бессарабського села Чемше-Варуїт, на місці колишнього татарського аулу Асан-Ходжа.
7 (20) листопада 1917 року, відповідно до Третього Універсалу Української Центральної Ради, увійшло до складу Української Народної Республіки.
З 1935 року село перебувало в складі Приазовського району. З 1943 року адміністративний центр Богданівської сільської ради.
12 червня 2020 року, відповідно до розпорядження Кабінету Міністрів України № 713-р «Про визначення адміністративних центрів та затвердження територій територіальних громад Запорізької області», Богданівська сільська рада об'єднана з Приазовською селищною громадою.
19 липня 2020 року, в результаті адміністративно-територіальної реформи та ліквідації Приазовського району, село увійшло до складу новоутвореного Мелітопольського району.

## Населення
За переписом 2001 року, рідні мови населення: болгарська (72,3 %), російська (16,6 %), українська (5,5 %), інші (3,9 %), грецька (1,3 %) та білоруська (0,1 %)..

## Об'єкти соціальної сфери
- Середня загальноосвітня школа.
- Дитячий садочок.
- Будинок культури.
- Амбулаторія.